# Râul Boca
Râul Boca este un curs de apă, afluent al râului Siret. Râul Boca are o lungime de 11 km și un bazin hidrografic de 47km2, izvorând din apropiere de satul Hăbășești, din comuna  Strunga . Pe acest râu sunt construite, în amonte de satul Miclăușeni, acumulările numite Trei Iazuri, folosite drept bazine piscicole. De asemenea, Râul Boca trece prin pădurea din jurul unui important obiectiv turistic din  Județul Iași, România, anume Castelul Sturdza din  satul Miclăușeni , ulterior vărsându-se în râul Siret, în zona comunei Butea .

## Imagini

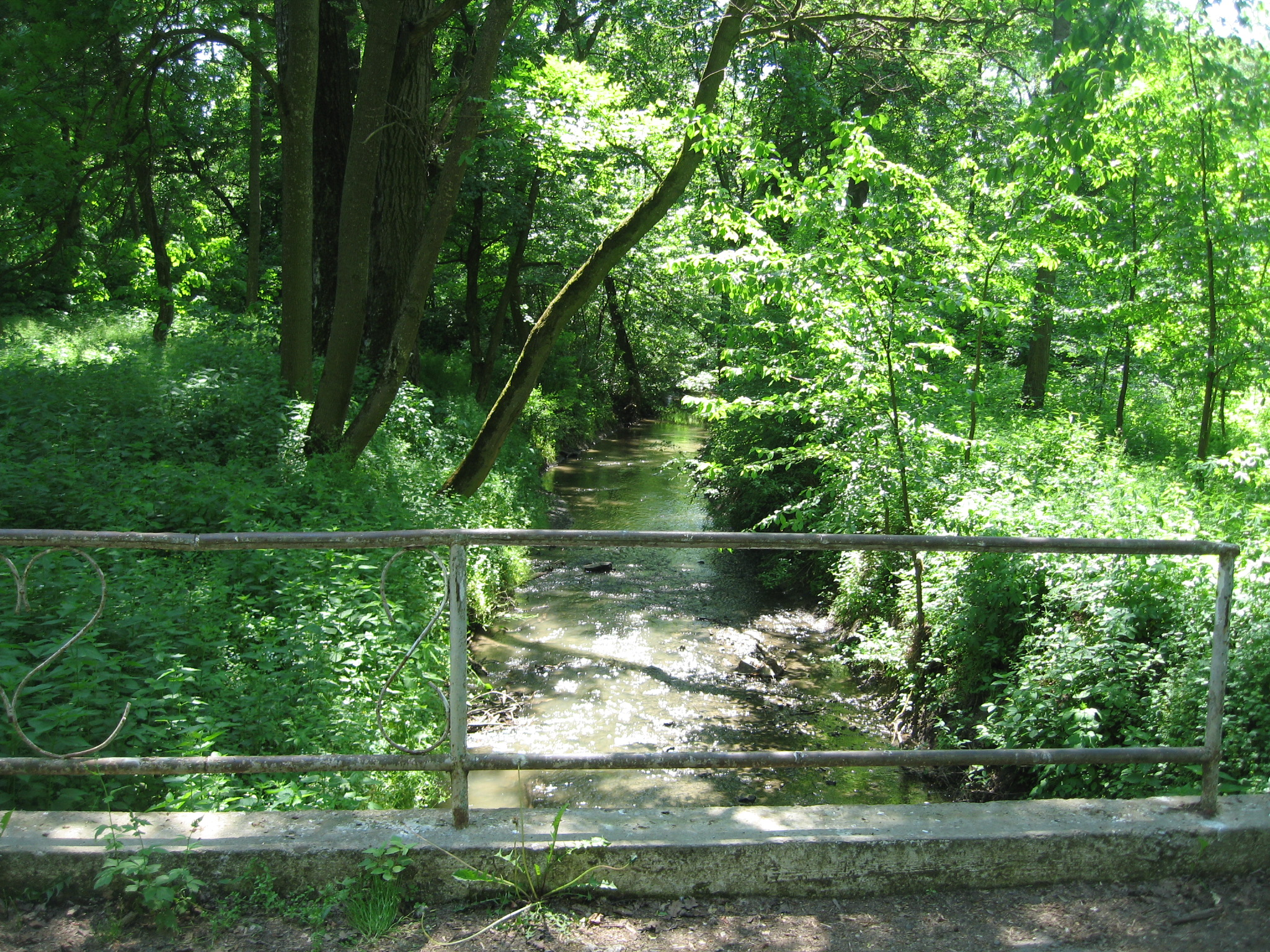
Râul Boca în apropiere de Castelul Sturdza din Miclăușeni
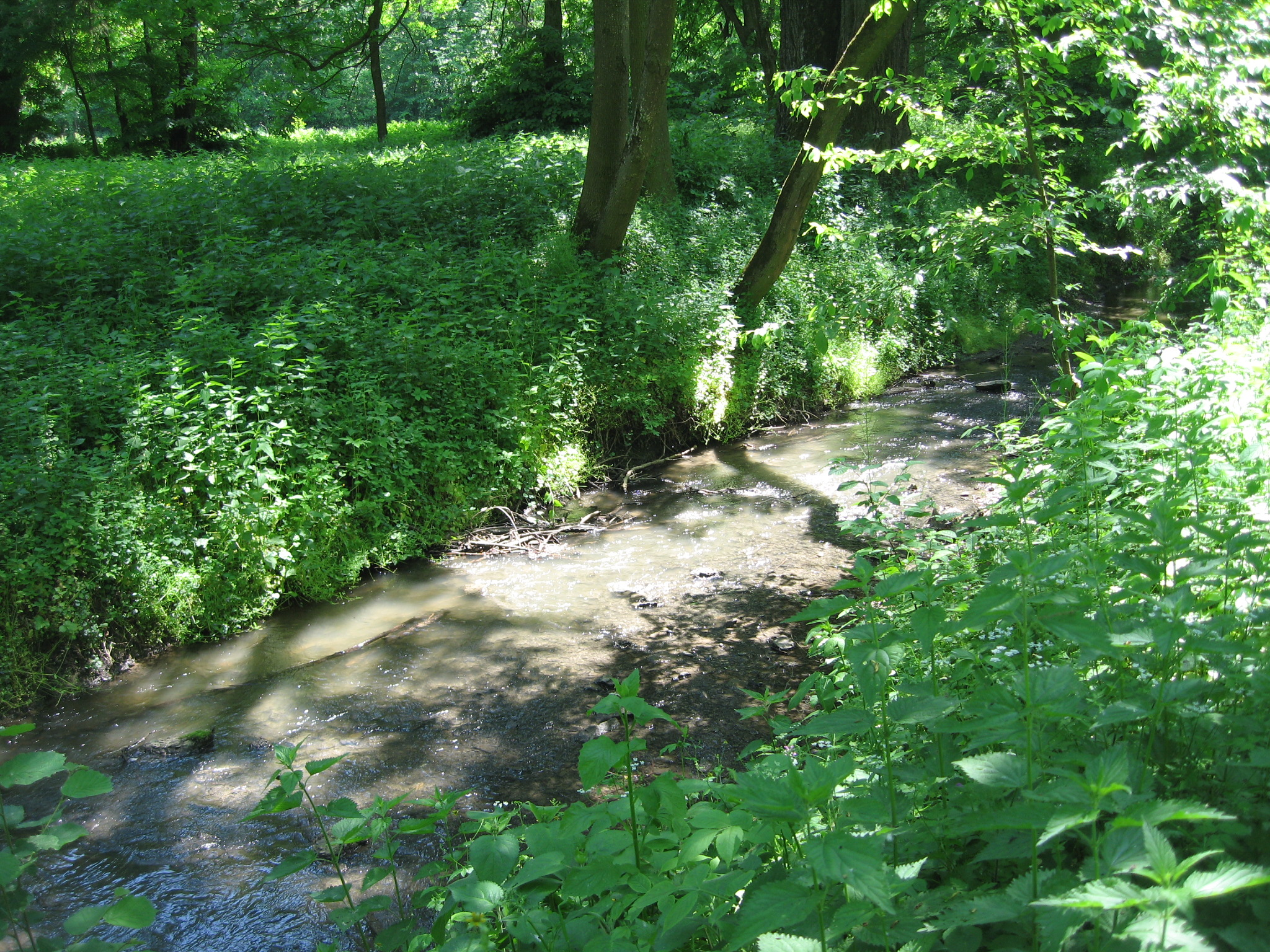
Râul Boca în apropiere de Castelul Sturdza din Miclăușeni
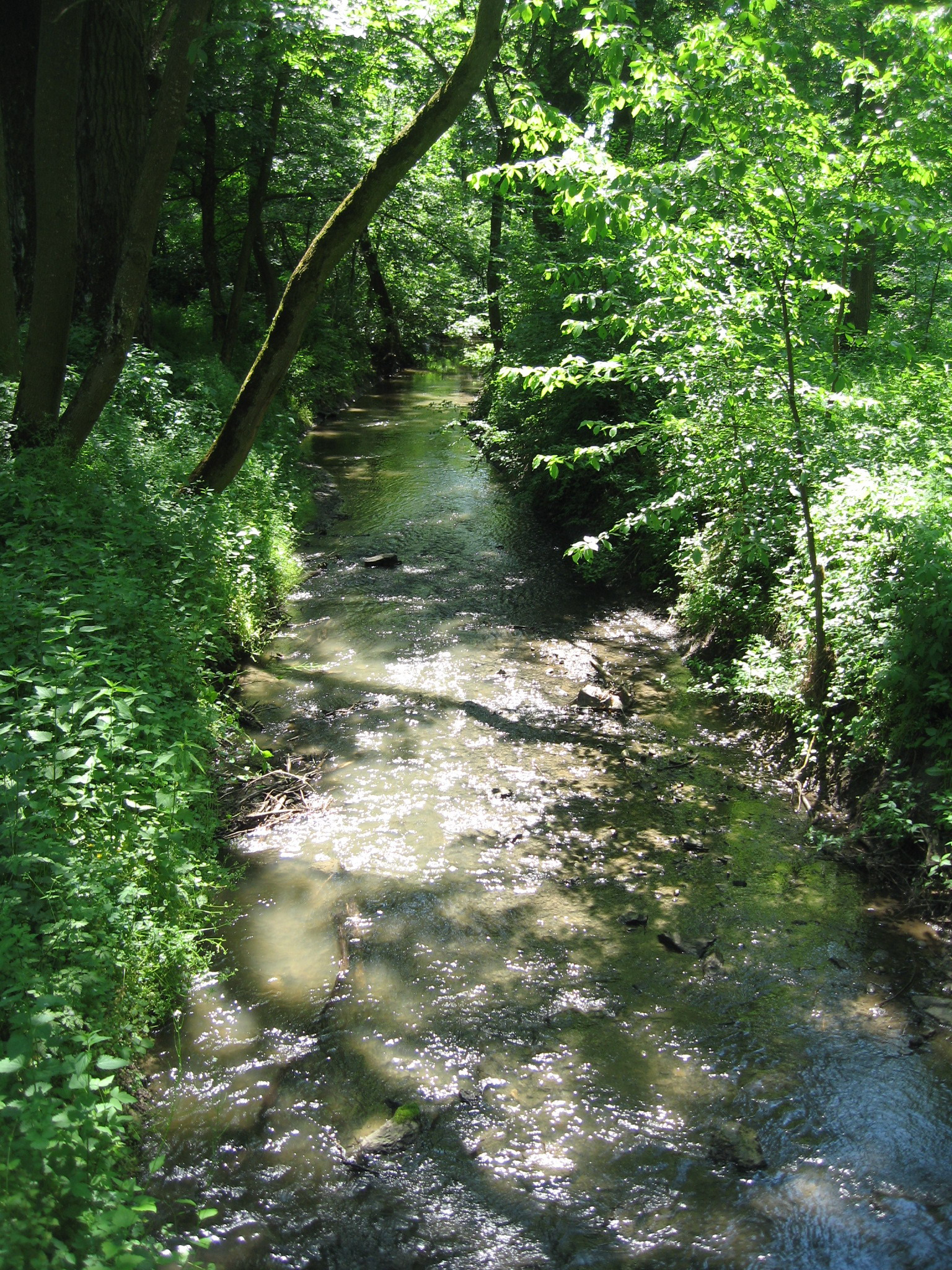
Râul Boca în apropiere de Castelul Sturdza din Miclăușeni
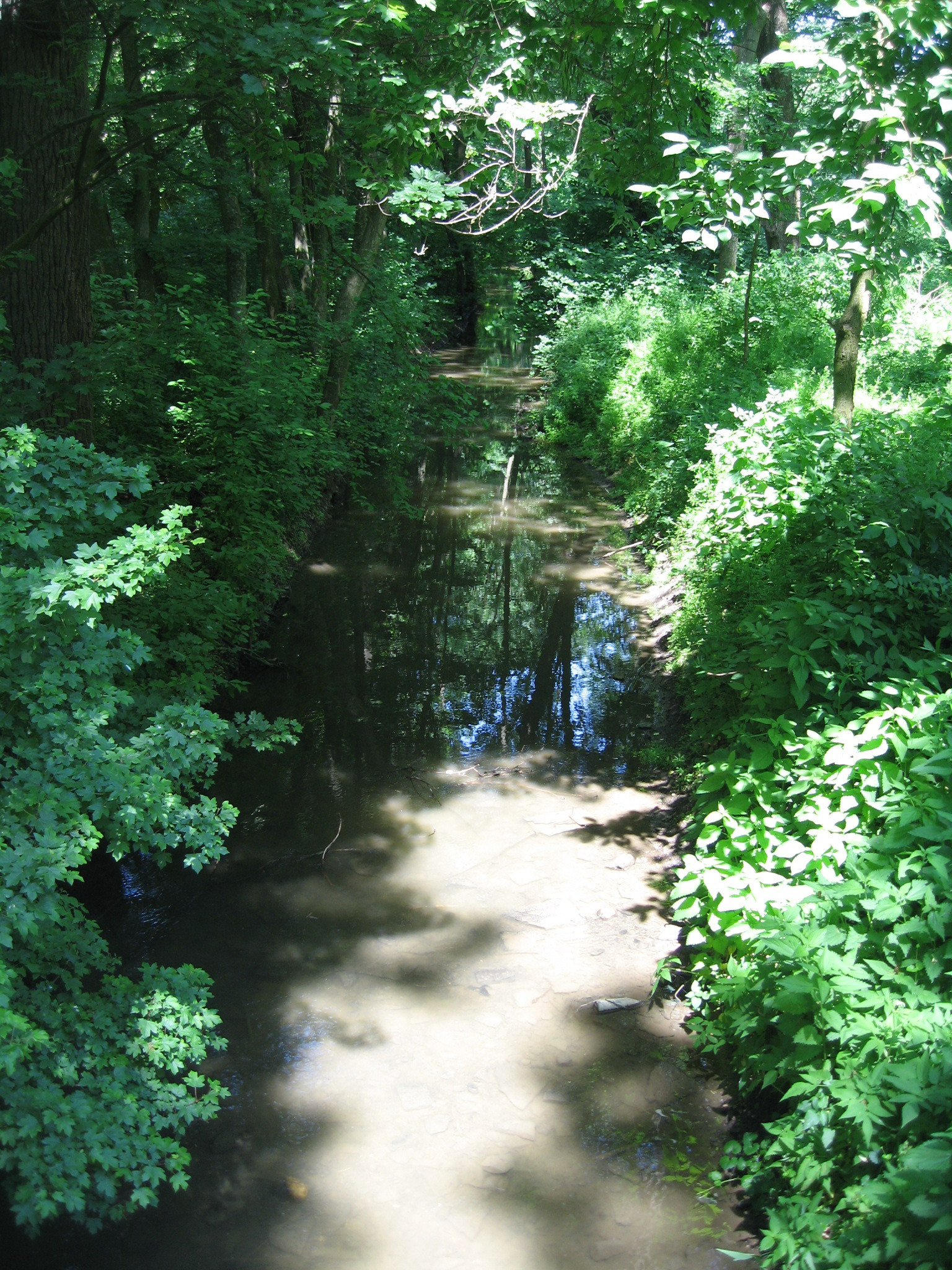
Râul Boca în apropiere de Castelul Sturdza din Miclăușeni